# 野村三郎 (軍人)
野村 三郎（のむら さぶろう、1911年1月1日 - 1985年）は、日本の陸軍軍人。陸軍士官学校在籍時に五・一五事件に連座して服役し、釈放後は満州での軍務を経て、ルーマニアなど東ヨーロッパにおける諜報活動に従事したとされる。音楽プロデューサーとして知られるジョニー野村の父、プロデューサー兼俳優の野村祐人の祖父。

## 経歴
士族であった父・野村興市（ないし、興一）と、母みねの三男として、青森県弘前市に生まれた。
弘前中学校（現・青森県立弘前高等学校）二年修了後、東京陸軍幼年学校卒業。歩兵第31連隊に入隊し、陸軍士官学校へ派遣された（第44期）。1932年5月15日の五・一五事件において首相官邸襲撃隊に加わり、1933年に陸軍軍法会議において懲役4年の判決が下り、豊多摩刑務所で服役した。1936年に釈放された後、弘前の実家での静養を経て、軍関係者のあっせんで満州国軍での軍務に就いた。
その後、野村はルーマニアなど東ヨーロッパにおける諜報活動に従事した。
第二次世界大戦中はルーマニア駐在武官としてブカレストで活動し、当地で核物理学を専攻する学生だった妻・タチアーナと出会い、結婚した。
戦後は、東山高見の筆名を用いることがあった。